# 本來只想暗戀你
《本来只想暗恋你》（英語：MAY I LOVE YOU），是2017年马来西亚XUAN首部网剧，汪义铭编剧、刘妮执导，由张瀚元、吴美锜、冯伟权、程爱玲、狄妃、苏凯璇、刘益行联合主演。该剧于2017年11月13日，于XUAN各大平台上线。本剧因第一季大受欢迎而拍攝第二季，于2018年9月24日播出，由黄洁琪、黄健彬与车志立主演。